# Suck It and See
Suck It and See je čtvrté studiové album britské rockové skupiny Arctic Monkeys. Vydáno bylo 6. června 2011 a skupina na něm spolupracovala s producentem Jamesem Fordem. Inspirací při psaní písní pro toto album kapele byli například Leonard Cohen, John Cale a Nick Cave.

## Seznam skladeb
1. „She's Thunderstorms“
2. „Black Treacle“
3. „Brick by Brick“
4. „The Hellcat Spangled Shalalala“
5. „Don't Sit Down 'Cause I've Moved Your Chair“
6. „Library Pictures“
7. „All My Own Stunts“
8. „Reckless Serenade“
9. „Piledriver Waltz“
10. „Love Is a Laserquest“
11. „Suck It and See“
12. „That's Where You're Wrong“

## Obsazení
Arctic Monkeys
- Alex Turner – zpěv, kytara, tamburína, bicí, doprovodné vokály
- Jamie Cook – kytara
- Nick O'Malley – baskytara, doprovodné vokály
- Matt Helders – bicí, zpěv, doprovodné vokály

Ostatní
- Josh Homme – doprovodné vokály